# Victorina Durán
Pour les articles homonymes, voir Duran.
Victorina Durán Cebrián, née à Madrid le 12 novembre 1899 et morte en le 10 décembre 1993 dans cette même ville, est une scénographe et costumière espagnole, peintre avant-gardiste associée au surréalisme des années 1920.
Militante féministe, elle est la fondatrice du Cercle saphique de Madrid et l'une des membres du Lyceum Club Feminino.

## Biographie

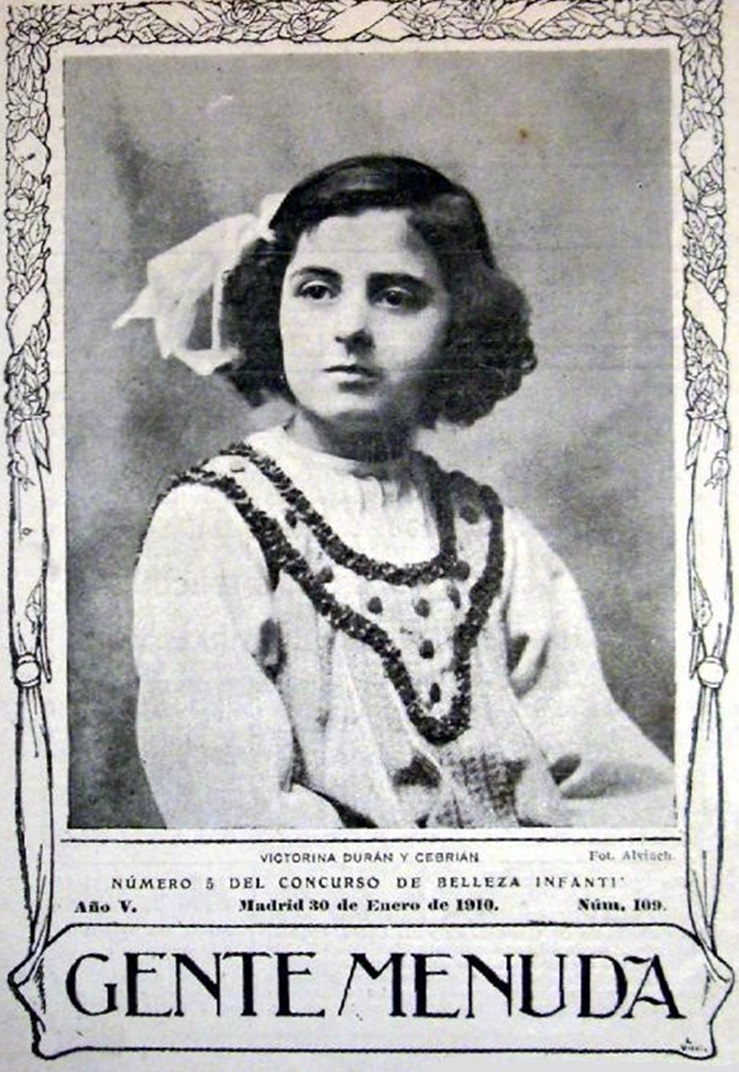
La jeune Victorina en 1910.

Victorina Durán Cebrián naît le 12 novembre 1899 à Madrid. Sa mère est la danseuse du Théâtre royal de Madrid et son père, José Durán y Lerchundi, est un militaire abonné au Théâtre royal.  Elle est également la petite fille d'Encarnación Fernández, membre du corps chorégraphique du Teatro Principal de Valence, dont la nièce était la danseuse Antonia Mercé la Argentina. 
Elle étudie le dessin et la peinture à l'Académie royale des beaux-arts Saint-Ferdinand de 1917 à 1926, se liant avec des personnalités telles que Salvador Dalí, Remedios Varo, Maruja Mallo et Rosa Chacel.  
Artiste du batik, elle fait partie de la délégation espagnole de l'Exposition internationale des arts décoratifs et industriels modernes, organisée à Paris en 1925. 
En 1926, elle intègre le Lyceum Club femenino de María de Maeztu, qui réunit les femmes intellectuelles et artistes. Elle est également la fondatrice du Cercle saphique de Madrid, avec notamment l'écrivaine Elena Fortún et la graphologue Matilde Ras. 
Dans sa profession, elle travaille avec le metteur en scène Cipriano Rivas Cherif à la création du Teatro Escuela de Arte de Madrid, réalise les costumes des actrices Margarita Xirgu et Irene López Heredia et travaille pour plusieurs films espagnols de l'époque. 
En 1929, elle est la première femme à diriger la chaire d'art scénographique de l'Académie royale des beaux-arts Saint-Ferdinand.
Elle devient incontournable dans le domaine des décors et de la scénographie de l'Espagne des années 1930. Elle s'illustre notamment pour ses œuvres élaborées pour les pièces de théâtre de Federico García Lorca avec qui elle entame une relation amicale et professionnelle - écourtée par l'assassinat du poète par les milices franquistes en 1936 à Grenade - du fait de leur sexualité différente pour l'époque, mieux tolérée par les avancées sociétales de la Seconde République mais honnie par les nationalistes. 
Durant la guerre d'Espagne, à la suite de l'avancée des forces fascistes, Victorina décide de s'exiler en Argentine avec Margarita Xirgu. Durant son exil, elle devient directrice artistique des théâtres Colón et Cervantes et collabore avec Susana Aquino et la chorégraphe Mercedes Quintana. Dans le domaine de la peinture, elle expose, entre autres, en Uruguay, au Brésil, au Chili, en Allemagne et en France. C'est à cette période, prolifique dans sa création, qu'elle commence son autobiographie.  
Elle revient une première fois en Espagne en 1949 pour collaborer avec Salvador Dalí dans Don Juan Tenorio, dirigé par Luis Escobar Kirkpatrick au Teatro Nacional de España. 
Durant le régime franquiste, elle voyage entre Paris - où elle se lie avec la chanteuse d'opéra française Hélène Bouvier - et Madrid, mais ne s'installe définitivement dans la capitale espagnole qu'après la dictature de Franco, dans les années 1980.
Elle meurt à Madrid à 94 ans, laissant l'image d'une artiste hors-norme et militante de l'amour libre et des droits des femmes, considérée de nos jours comme une icône lesbienne et l'une des pionnières des droits des femmes en Espagne.

## Postérité
- Ses œuvres demeurent le plus souvent dans des collections privées, soumises aux aléas du marché de l'art[16]. Le Musée ABC de Madrid a néanmoins exposé des illustrations de l'artiste durant l'exposition Dessinatrices en 2019[17], désormais itinérante[18].
- Son parcours est identifié dans les recherches universitaires contemporaines concernant le mouvement artistique féministe des Las Sinsombrero[19].
- Son autobiographie a été publiée en 2018 par les éditions de la Résidence d'étudiants de Madrid[20].